# Каталіна-Футіллс
Каталіна-Футіллс (англ. Catalina Foothills) — переписна місцевість (CDP) в США, в окрузі Піма штату Аризона. Населення — 52 401 особа (2020).

## Географія
Каталіна-Футіллс розташована за координатами 32°18′7″ пн. ш. 110°53′5″ зх. д. / 32.30194° пн. ш. 110.88472° зх. д. (32.301872, -110.884843). За даними Бюро перепису населення США в 2010 році переписна місцевість мала площу 109,05 км², з яких 108,80 км² — суходіл та 0,25 км² — водойми.

## Демографія

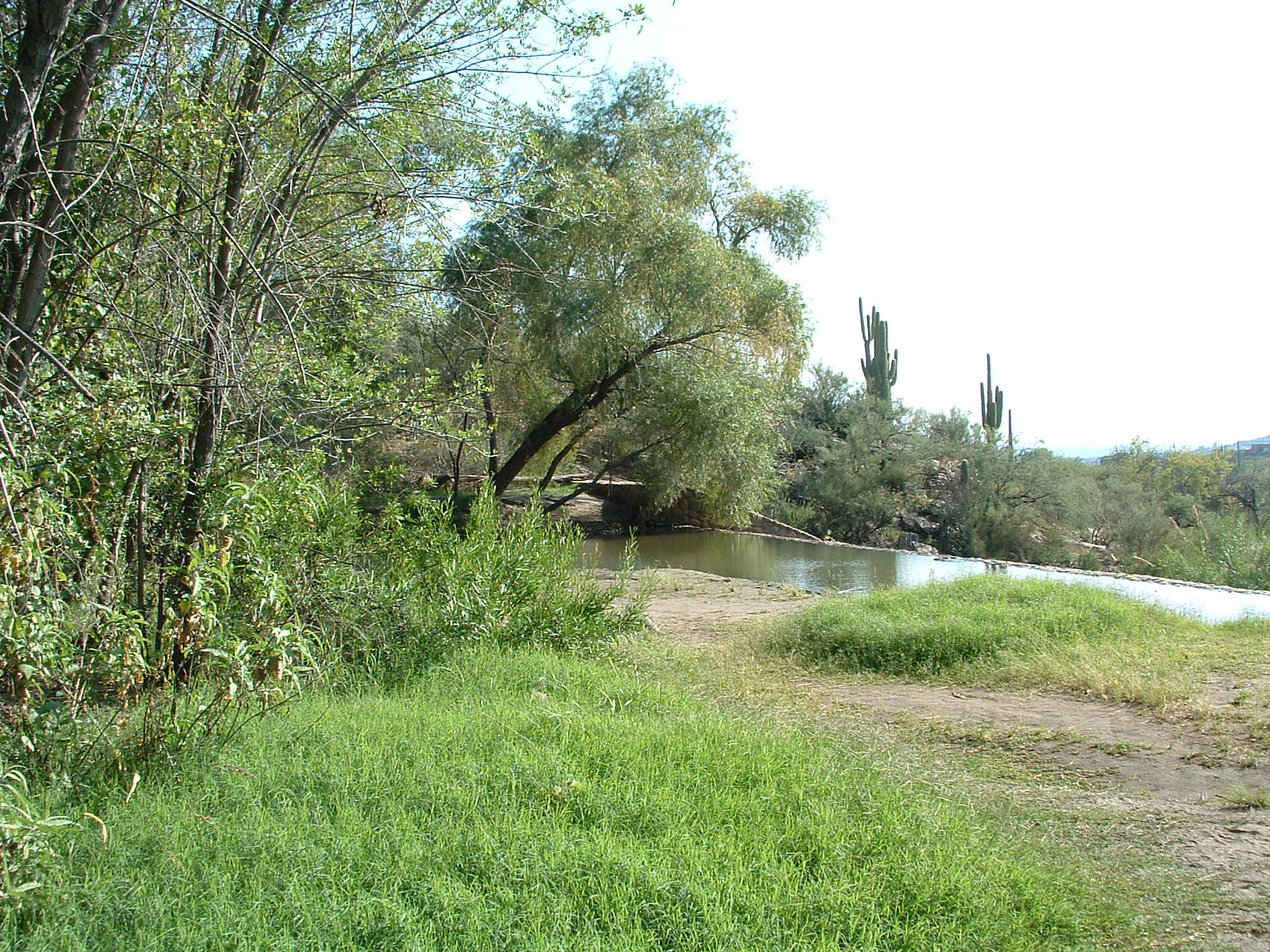
Оаза в каньйоні Сабіно

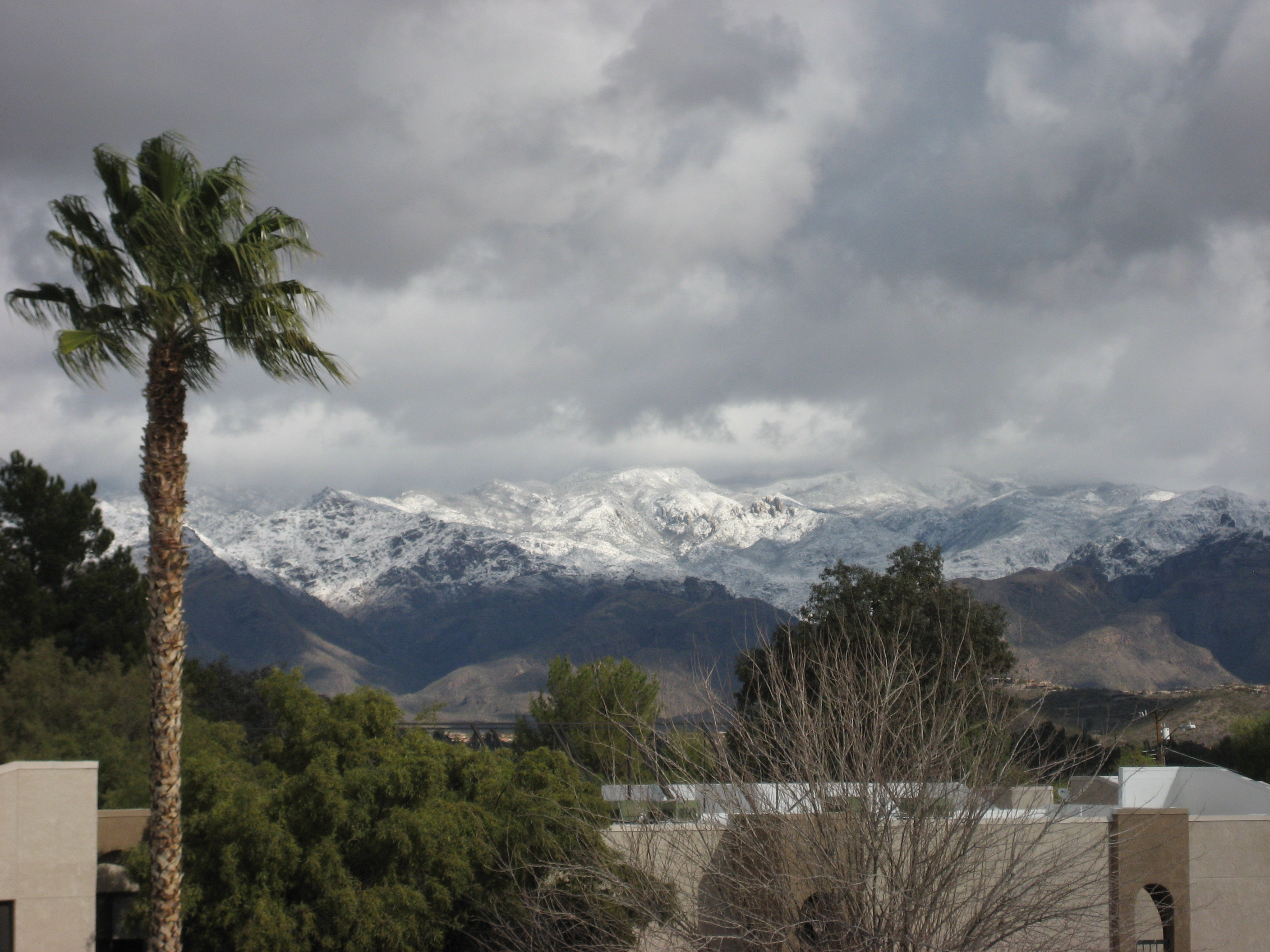
Гори Святої Каталіни взимку. Вид з Каталіна-Футіллс

Згідно з переписом 2010 року, у переписній місцевості мешкало 50 796 осіб у 23 493 домогосподарствах у складі 14 974 родин. Густота населення становила 466 осіб/км². Було 27211 помешкання (250/км²).
Расовий склад населення:
| - 88,9 % — білих - 5,2 % — азіатів - 1,4 % — чорних або афроамериканців - 0,4 % — корінних американців - 0,1 % — вихідців з тихоокеанських островів - 1,9 % — осіб інших рас |

До двох чи більше рас належало 2,2 %. Частка іспаномовних становила 10,0 % від усіх жителів.
За віковим діапазоном населення розподілялося таким чином: 17,0 % — особи молодші 18 років, 58,1 % — особи у віці 18—64 років, 24,9 % — особи у віці 65 років та старші. Медіана віку мешканця становила 51,9 року. На 100 осіб жіночої статі у переписній місцевості припадало 91,6 чоловіків; на 100 жінок у віці від 18 років та старших — 89,0 чоловіків також старших 18 років.
Середній дохід на одне домашнє господарство становив 121 223 долари США (медіана — 78 586), а середній дохід на одну сім'ю — 154 513 долари (медіана — 106 099). Медіана доходів становила 80 196 доларів для чоловіків та 54 932 долари для жінок. За межею бідності перебувало 6,0 % осіб, у тому числі 6,7 % дітей у віці до 18 років та 3,0 % осіб у віці 65 років та старших.
Цивільне працевлаштоване населення становило 22 633 особи. Основні галузі зайнятості: освіта, охорона здоров'я та соціальна допомога — 31,4 %, науковці, спеціалісти, менеджери — 15,3 %, фінанси, страхування та нерухомість — 10,1 %, роздрібна торгівля — 9,0 %.